# Reina Hispanoamericana 2022
Reina Hispanoamericana 2022 fue la 31.ª edición del certamen Reina Hispanoamericana, correspondiente al año 2022, la cual se llevó a cabo el 25 de marzo de 2023 en la ciudad de Santa Cruz de la Sierra, Bolivia. Candidatas de 29 países y territorios autónomos compitieron por el título. Al final del evento, Andrea Bazarte, Reina Hispanoamericana 2021 de México coronó a Arlette Rujel de Perú como su sucesora.

## Resultados
| Posiciones                     | Candidata |
| Reina Hispanoamericana 2022    | - Perú - Arlette Rujel |
| Virreina Hispanoamericana 2022 | - Venezuela - Adriana Pérez |
| Primera finalista              | - Brasil - Guillermina Montarroyos |
| Segunda finalista              | - Puerto Rico - Ediris Rivera |
| Tercera finalista              | - México - Diana Robles |
| Cuarta finalista               | - Colombia - Lucía Cuesta |
| Top 14                         | - Chile - Anita-María Rojas - Costa Rica - María Alejandra Acosta - Cuba - Alyanni Trujillo - España - María José García - Filipinas - Ingrid Santamaría - Guinea Ecuatorial - Serafina Nchama - Nicaragua - Yenifer Pérez - República Dominicana - Lady León |

### Orden de clasificación
| Top 14               | Top 6       |
| Filipinas            | México      |
| Costa Rica           | Puerto Rico |
| Chile                | Brasil      |
| Brasil               | Venezuela   |
| Venezuela            | Perú        |
| Perú                 | Colombia    |
| Guinea Ecuatorial    |             |
| México               |             |
| Puerto Rico          |             |
| Colombia             |             |
| Nicaragua            |             |
| España               |             |
| República Dominicana |             |
| Cuba                 |             |

## Relevancia histórica
- Perú obtiene el título Reina Hispanoamericana por primera vez en la historia.
- Venezuela obtiene el título de virreina por sexta ocasión, la última vez fue en 2003.
- Brasil, Chile, Colombia, Filipinas, México, Puerto Rico, República Dominicana y Venezuela repiten clasificación a semifinal.
- México y Venezuela clasifican por undécimo año consecutivo.
- Brasil clasifica por sexto año consecutivo.
- Colombia, Filipinas, Puerto Rico y República Dominicana clasifican por tercer año consecutivo.
- Chile clasifica por segundo año consecutivo.
- España clasificó por última vez en 2019.
- Cuba y Perú clasificaron por última vez en 2018.
- Costa Rica, Guinea Ecuatorial y Nicaragua clasifican por primera vez en la historia.
- Haití rompe una escasa racha de dos clasificaciones consecutivas que mantenía desde 2019.

## Jurado Calificador
- Carolina Ibañez; Odontólogo de profesión, mujer empresaria, Cónsul honorario del Reino Unido
- Junior Exidio Zelaya; Periodista radicado en New York ha viajado por los distintos continentes desde 1977  buscando la noticia. Es el rostro familiar de los eventos de belleza Grand Slam.

- José Luis Castro conocido como “Joselo El Tio de Las Reinas”. es asesor, preparador de reinas, missologo  y analista de certámenes para  programas de La Cadena Telemundo EU, Univision, y medios de prensa, radio y TV en su natal Puerto Rico.
- Nuvia Montenegro de Daher; Miss Beni 2004, Miss Bolivia Mundo 2004, entre las top 10 Beaty body del Miss World 2004, 1.ª finalista del Reina Hispanoamericana 2004, es Licenciada en Marketing y Administración de Empresas, actualmente Directora del área Comercial del Centro Comercial Ventura Mall.
- Emiro Cantillo; es un productor de moda, descubridor de talentos y mánager de modelos internacionales además de representar a top models latinas como Rosmary Altuve (Venezuela), Ale Velasco (México) y Nadia Ferreira (Paraguay), quiénes han tenido la oportunidad de trabajar a través de su representación con marcas como Victoria’s Secret, Carolina Herrera, Dolce&Gabbana, aparecer en las semanas de la moda más importante del mundo y además en revistas de moda como Vogue, Harper’s Bazaar y Marie Claire.

## Gala de la Belleza Hispanoamericana
En el transcurso de la competencia, se realiza una diversa de visitas a los patrocinadores y lugares turísticas del país de Bolivia, en el cual se visitó la ciudad de Sucre, Porongo y Santa Cruz de la Sierra para realizar la gala de la belleza.

| Título                            | Candidata                                |
| Embajadora del Bicentenario       | - Cuba - Alyanni Trujillo                |
| Miss Deporte Solaris              | - Brasil - Guilherminas Montarroyos      |
| Mejor Traje Típico                | - Guatemala - Camila Riveiro Carranza    |
| Embajadora de la Nueva Santa Cruz | - Venezuela - Adriana Pérez              |
| Mejor Sonrisa Orest               | - Alemania - Geraldine Burguer           |
| Mejor Bronceado Farfalla          | - Brasil - Guilherminas Montarroyos      |
| Miss Fotogénica Las Loritas       | - Perú - Arlette Jatzury Rujel del Solar |
| Top Model Kosi                    | - Bolivia - María Jesús Jiménez          |
| Embajadora Daewoo                 | - Colombia - María Lucía Cuesta Arias    |
| Chica Amazonas                    | - Brasil - Guilherminas Montarroyos      |
| Mejor Silueta Medical Center      | - Brasil - Guilherminas Montarroyos      |
| Favorita de los Missologos        | - Brasil - Guilherminas Montarroyos      |
| Miss Amistad y Simpatia           | - Argentina - Nadia Sommariva            |

## Candidatas
29 candidatas compitieron en el certamen de Reina Hispanoamericana 2022:
(En la tabla se utiliza su nombre completo, los sobrenombres van entrecomillados y los apellidos utilizados como nombre artístico, entre paréntesis; fuera de ella se utilizan sus nombres «artísticos» o simplificados)
| País/Territorio      | Candidata                                | Edad | Ciudad de Origen |
| Alemania             | Geraldine Burger                         | 24   | Augsburgo        |
| Argentina            | Nadia Soledad Sommariva                  | 23   | La Plata         |
| Bolivia              | María Jesús Jiménez Caballé              | 22   | Yacuiba          |
| Brasil               | Guilhermina Montarroyos Lira             | 22   | Moreno           |
| Canadá               | Mary July "Yuly" Pirona                  | 26   | Montreal         |
| Chile                | Anita-María Pascal Rojas Zúñiga          | 22   | Santiago         |
| Colombia             | María Lucía Cuesta Arias                 | 23   | Quibdó           |
| Costa Rica           | María Alejandra Acosta García            | 21   | Heredia          |
| Cuba                 | Alyanni Trujillo                         | 21   | Guanajay         |
| Ecuador              | Heather Ashley Valdez Yépez              | 20   | Guayaquil        |
| El Salvador          | Eugenia María Ávalos Ramos               | 28   | San Salvador     |
| España               | María José García García                 | 22   | Antequera        |
| Estados Unidos       | Silvia Marie Colón                       | 22   | Jacksonville     |
| Filipinas            | María Ingrid Teresita Palanca Santamaría | 26   | Parañaque        |
| Guinea Ecuatorial    | Serafina Nchama Eyene Ada                | 23   | Niefang          |
| Guatemala            | Camila Riveiro Carranza                  | 23   | Cobán            |
| Haití                | Isnaida Compere                          | 25   | Les Gonaïves     |
| Honduras             | Heidy Jackeline Lemus González           | 27   | La Ceiba         |
| Italia               | Shanara Madelyne Ordóñez Ugaz            | 19   | Milán            |
| México               | Diana Laura Abigaíl Robles Rivera        | 25   | León             |
| Nicaragua            | Yenifer de los Ángeles Pérez Ibarra      | 25   | Managua          |
| Panamá               | Valentina D'Alessandro Vespoli           | 26   | Costa del Este   |
| Paraguay             | Mandy Michel Eksteen Ortiz               | 28   | Limpio           |
| Perú                 | Arlette Jatzury Rujel del Solar          | 22   | Callao           |
| Portugal             | Renata Ribeiro                           | 29   | Porto            |
| Puerto Rico          | Ediris Joan Rivera Berríos               | 27   | Carolina         |
| República Dominicana | Lady Laura León Rosario                  | 29   | Duarte           |
| Uruguay              | Camila Gabarrot Rodríguez                | 23   | Trinidad         |
| Venezuela            | Adriana Carolina Pérez Vallenilla        | 23   | Porlamar         |

### Suplencias
- Lucía Peñeyro (Uruguay) por problemas muy personales decidió declinar a participar en esta edición y posponer su participación para el 2024 y en su lugar tomó posición la Primera Finalista Camila Gabarrot quien representará a su país de Uruguay

### Retiro
- Taria Franchesca Burga Sánchez - Europa Hispana

## Sobre los países en Reina Hispanoamericana 2022

### Datos sobre las delegadas
Algunas de las delegadas del Reina Hispanoamericana 2022 han participado, o participarán, en otros certámenes internacionales de importancia:
- Nadia Sommariva (Argentina) participó en Teen Globe International 2018, donde ganó el título Teen América y participará en Miss Glam World 2022
- Camila Riveiro (Guatemala) participó sin éxito en el Reina Mundial del Banano 2018
- Serafina Nchama Eyene (Guinea Ecuatorial) participó sin éxito en Miss Universo 2019
- Lady León (República Dominicana) fue cuartofinalista en el Miss Grand Internacional 2020
- Yenifer Pérez (Nicaragua) participó sin éxito en el Reinado Internacional del Cacao 2022
- Camila Gabarrot (Uruguay) ganó Reina Sudamericana 2019 en Argentina y Miss Top Model del Mundo 2019 en Guayaquil

### Naciones que debutan en la competencia
- Alemania
- Guinea Ecuatorial
- Italia

### Naciones que regresan a la competencia
Compitió por última vez en 2019:
- Cuba
- Guatemala